# Cefdinir
Le Cefdinir, est un antibiotique de type céphalosporine de troisième génération.

## Usage médical
C'est un antibiotique utilisé pour traiter la pneumonie, l'otite moyenne, l'angine streptococcique et la cellulite. Il est utilisé en deuxième intention, notamment chez les personnes présentant une allergie à la pénicilline. Il est pris par voie orale.

## Effets secondaires
Les effets secondaires courants comprennent la diarrhée, les nausées et une éruption cutanée; les effets secondaires graves peuvent inclure une infection à Clostridioides difficile, une anaphylaxie et un syndrome de Stevens-Johnson . L'utilisation pendant la grossesse et l'allaitement est considérée comme sûre mais n'a pas été bien étudiée. Il s'agit d'une céphalosporine de troisième génération qui agit en interférant avec la capacité d'une bactérie à fabriquer une paroi cellulaire, entraînant sa mort,.

## Histoire
Il a été approuvé pour un usage médical en 1991. Il est disponible sous forme de médicament générique . Aux États-Unis, le coût de gros de dix jours de traitement est d'environ 9,40 dollars américains,,. En 2017, il s'agissait du 198e médicament le plus prescrit aux États-Unis, avec plus de deux millions d'ordonnances,.